# Jacob Landau
Pour les articles homonymes, voir Landau.
Jacob Landau (né en 1892 en Autriche et mort le 1er février 1952 à New York) est un journaliste américain d'origine autrichienne, qui fonde L'Agence télégraphique juive (ATJ) (la Jewish Telegraphic Agency (TJA)), une agence de nouvelle internationale, à La Haye (Pays-Bas) le 6 février 1917. En 1920, son quartier général est établi à New York en 1920. Elle a des correspondants à travers le monde.

## Biographie
Jacob Landau,,,est né en 1893 en Autriche.
Il étudie à l'université de Vienne où il est actif dans le mouvement sioniste étudiant.

### Correspondance avec Albert Einstein
Jacob Landau correspond avec Albert Einstein,.